# 166886 Ybl
A 166886 Ybl (ideiglenes jelöléssel 2002 YB3) a Naprendszer kisbolygóövében található aszteroida. Sárneczky Krisztián fedezte fel 2002. december 25-én.
Nevét Ybl Miklós (1814 – 1891) építész után kapta.